# Campo Manin
Le Campo Manin, autrefois Campo San Paternian (du nom de l'église San Paternian qui se trouvait là et qui a été démolie au XIXè siècle) est une place de Venise.

## Description
Au centre du campo se trouve le monument à Daniele Manin (1875) par Luigi Borro. On y voit également le Palazzo Nervi-Webber, siège de la Cassa di Risparmio di Venezia, datant de 1972 et qui pour certains est en rupture stylistique contrastant avec le reste des bâtiments. Non loin du campo, sur le côté sur, se dresse le Palazzo Contarini del Bovolo et son célèbre escalier.

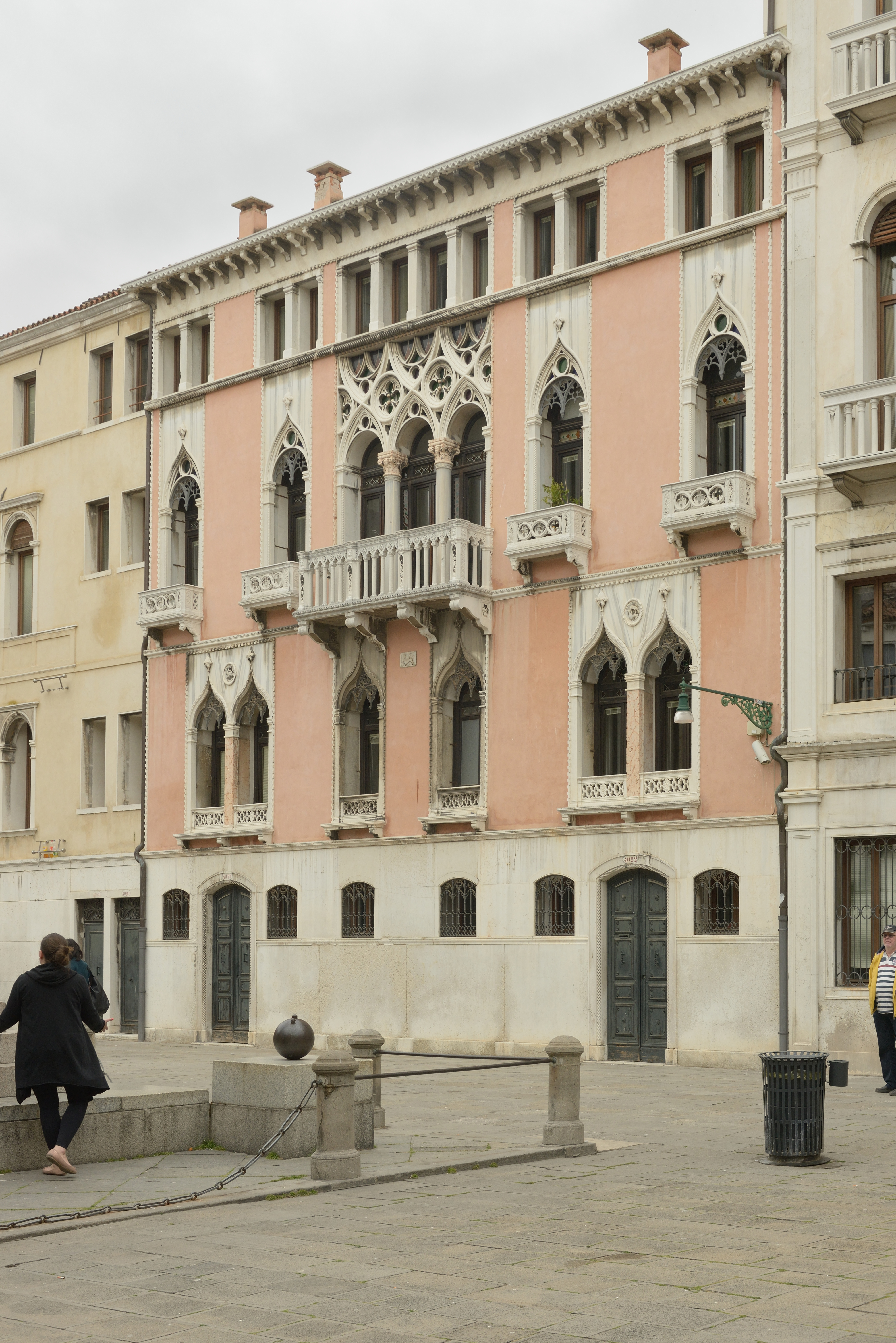
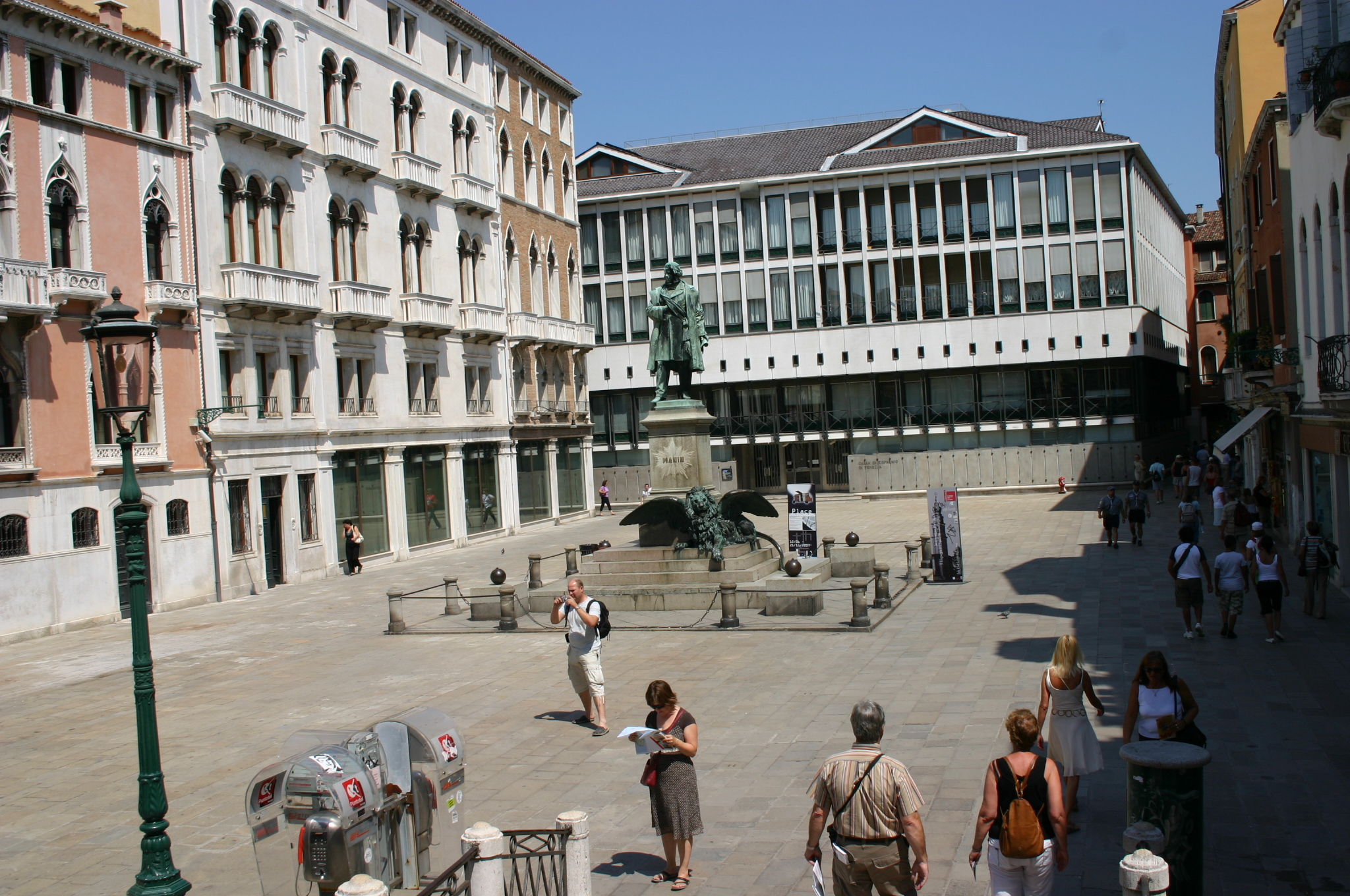
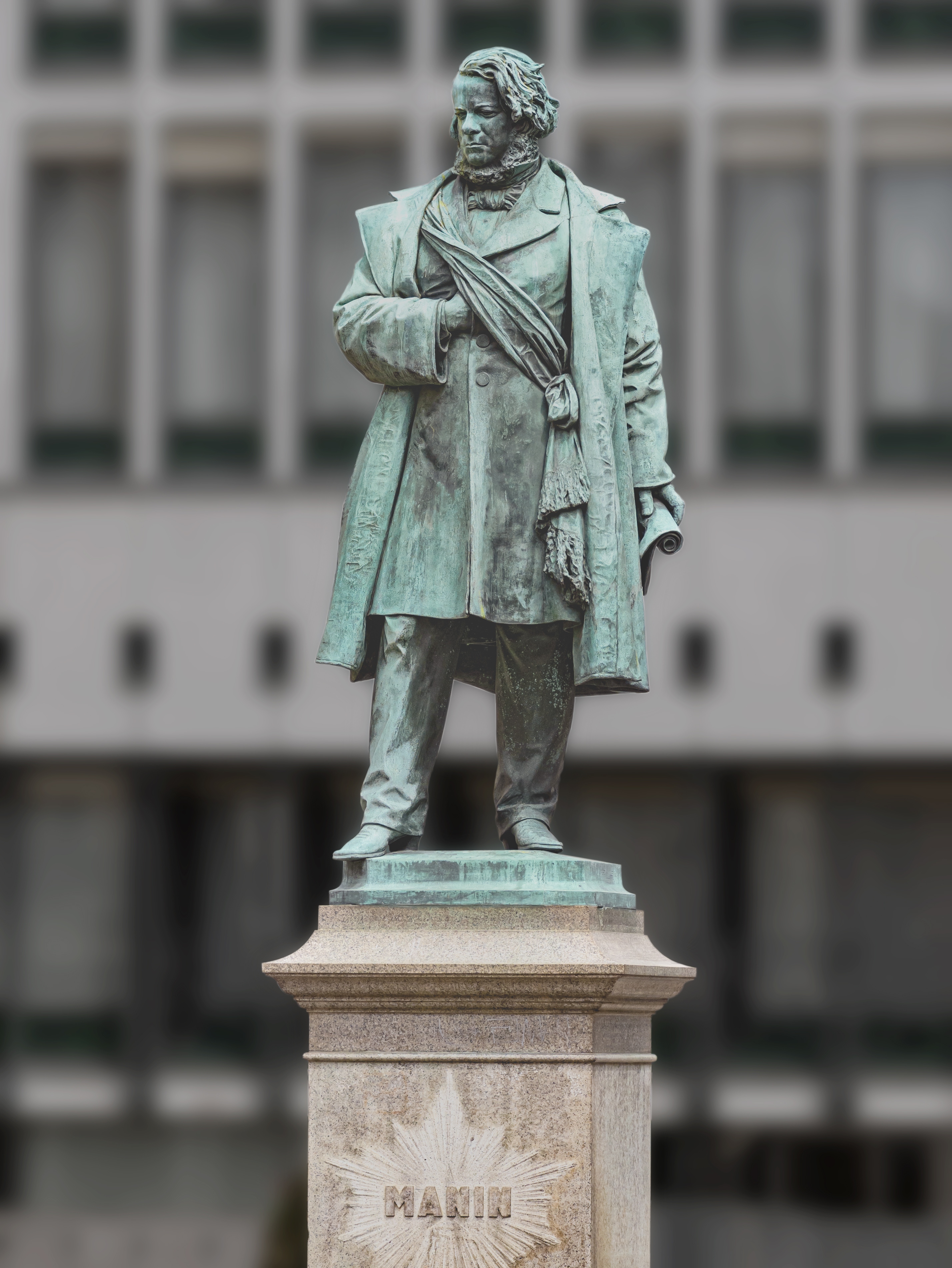
Satue de Daniele Manin par Luigi Borro
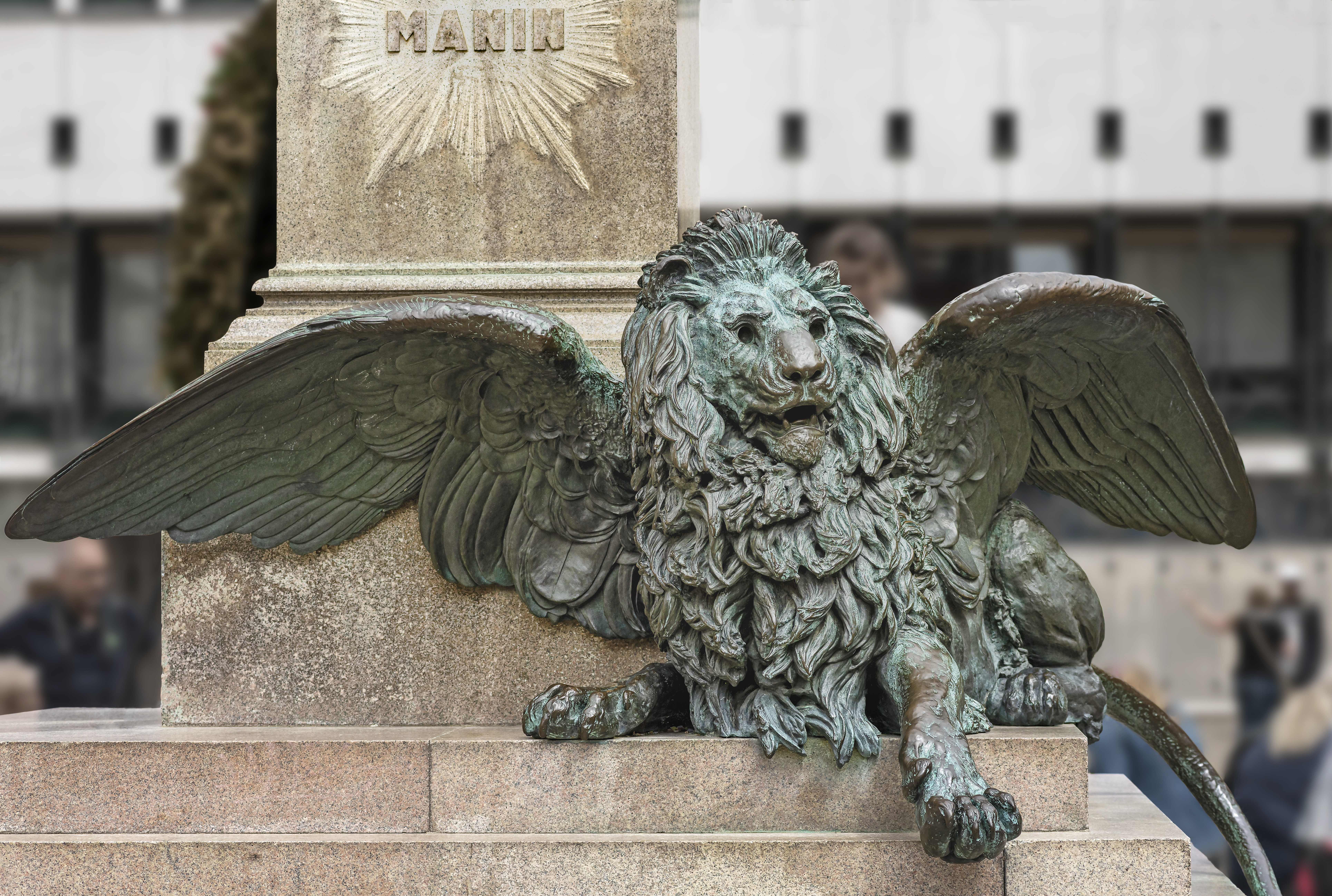
Le lion ailé de Venise par Luigi Borro